# Mari Boya
José María Navalón Boya (Les, 13 april 2004) is een Spaans autocoureur.

## Carrière

### Karting
Boya begon zijn competitieve kartcarrière in 2015. In zowel 2015, 2016 als 2018 werd hij nationaal kampioen; in de eerste twee jaren won hij de Cadet-klasse, voordat hij in 2018 kampioen werd in de Junior-klase. Ook in 2018 won hij de IAME Winter Cup. Hij bleef tot begin 2020 actief in het karting.

### Formule 4
In 2020 stapte Boya over naar het formuleracing, waarin hij uitkwam in het Spaans Formule 4-kampioenschap voor het team MP Motorsport. Hij behaalde zijn eerste overwinning op het Circuito Permanente de Jerez en voegde hier op het Motorland Aragón nog twee zeges aan toe. Daarnaast stond hij in elf andere races op het podium. Met 272 punten werd hij achter Kas Haverkort tweede in de eindstand.

### Formula Regional

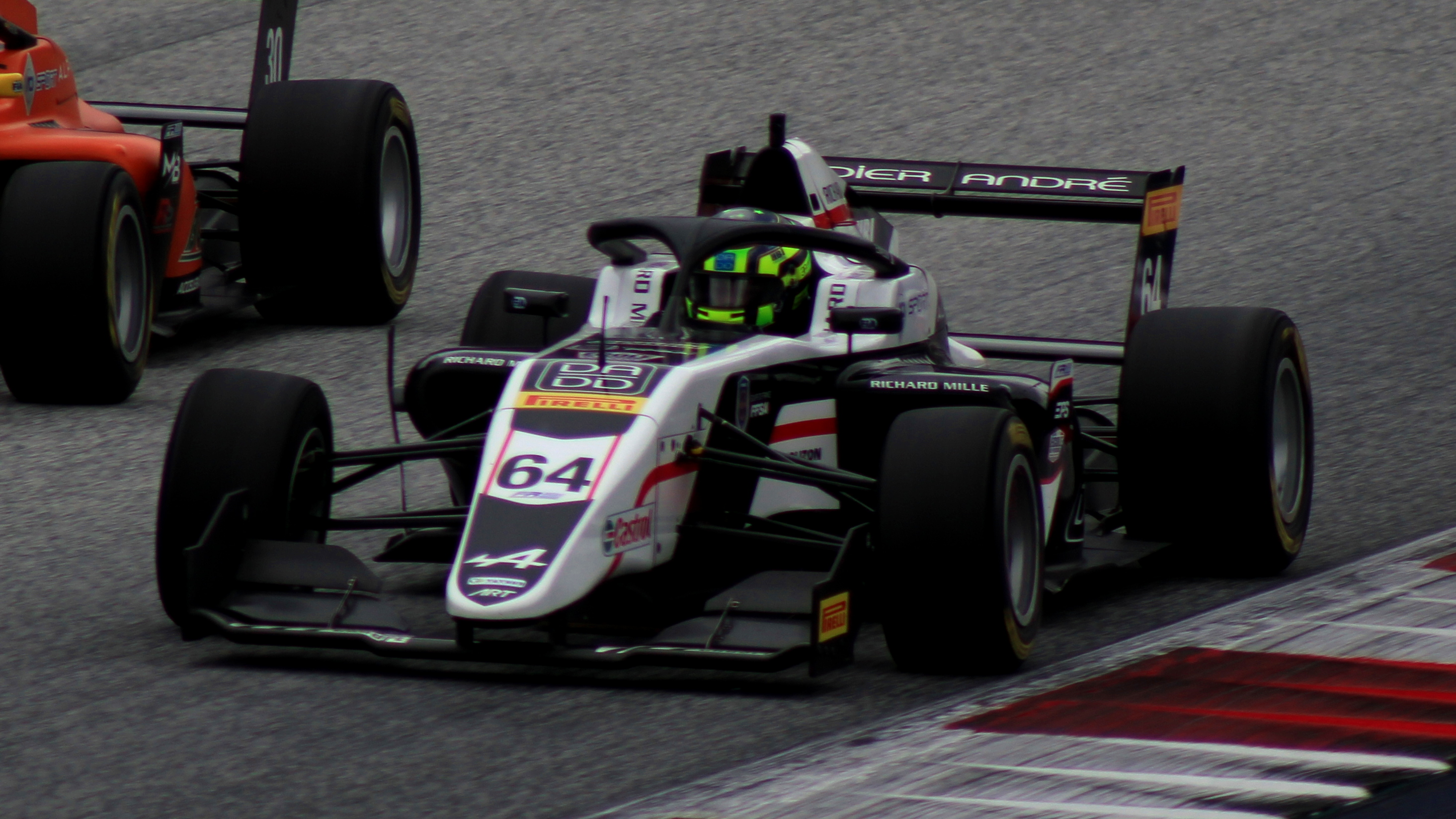
Mari Boya op de Red Bull Ring in 2022

In 2021 kwam Boya uit in het Formula Regional European Championship. Hij tekende een contract bij FA Racing, het team van Formule 1-coureur Fernando Alonso, maar stapte enkele dagen voor de start van het seizoen over naar Van Amersfoort Racing. Hij behaalde een podiumplaats op het Circuit Ricardo Tormo Valencia. Met 51 punten werd hij veertiende in het klassement. Tevens won hij op Valencia een race in het rookiekampioenschap, waarin hij achter Isack Hadjar, Gabriele Minì en Dino Beganovic vierde werd.
In 2022 stapte Boya binnen het kampioenschap over naar ART Grand Prix. Hij behaalde een podiumplaats op het Autodromo Internazionale Enzo e Dino Ferrari. Na het zesde raceweekend op de Hungaroring stapte hij over naar MP Motorsport als permanente vervanger van Michael Belov. Met 69 punten verbetede hij zichzelf naar de tiende plaats in het kampioenschap.
In 2023 begon Boya het seizoen in het Formula Regional Middle East Championship (FRMEC) bij MP Motorsport. Hij won twee races op het Dubai Autodrome en het Yas Marina Circuit en stond ook op het Kuwait Motor Town op het podium. Met 107 punten werd hij vijfde in het kampioenschap. Vervolgens kwam hij uit in de Eurocup-3, een nieuw kampioenschap op Formula Regional-niveau, voor MP. Hij won vijf races: twee op het Autodromo Nazionale Monza en een op zowel het Circuit de Spa-Francorchamps, het Autódromo do Estoril en Valencia. Met 243 punten werd hij, achter Esteban Masson, tweede in de eindstand.
In 2024 keerde Boya terug in het FRMEC, waarin hij voor Pinnacle Motorsport reed. Hij eindigde driemaal op het podium: twee keer op Yas Marina en een keer op Dubai. Met 112 punten werd hij vijfde in het klassement. Aan het eind van het jaar kwam hij uit in de Grand Prix van Macau, waarin hij voor Pinnacle zevende werd.

### Formule 3
In 2023 debuteerde Moya in het FIA Formule 3-kampioenschap, waarin hij zijn samenwerking met MP Motorsport voortzette. Hij behaalde een podiumplaats in het laatste raceweekend op Monza en werd met 29 punten zeventiende in de eindstand. Aan het eind van het jaar werd hij vierde in de Grand Prix van Macau.
In 2024 bleef Boya actief in de FIA Formule 3, maar stapte hij over naar het team Campos Racing. In zijn thuisrace op het Circuit de Barcelona-Catalunya behaalde hij zijn enige overwinning van het seizoen. Met 45 punten werd hij vijftiende in het klassement.
In 2025 rijdt Boya een derde seizoen in de FIA Formule 3 en zet hij zijn samenwerking met Campos voort.